# Bedingtes Grundeinkommen
Ein bedingtes Grundeinkommen ist – in Abgrenzung zum bedingungslosen Grundeinkommen – ein Grundeinkommen, das an bestimmte Bedingungen geknüpft ist. Meist sind diese Modelle an die Voraussetzung gebunden, Staatsbürger desjenigen Staates zu sein, der das Grundeinkommen ausgibt. Dies gilt etwa für das Grundeinkommensmodell des ehemaligen US-Präsidenten Richard Nixon. Ein neueres Konzept ist das Staatsbürgergeld des Bundestagsabgeordneten René Springer (AfD), das auf dem Konzept des Bürgergelds des Schweizer Ökonomen Thomas Straubhaar und des ehemaligen thüringischen Ministerpräsidenten Dieter Althaus (CDU) basiert.